# Escàndol d'explotació sexual de menors tutelades a Mallorca
L'escàndol d'explotació sexual de menors tutelats a Mallorca és un escàndol sorgit el 24 de desembre de 2019 quan una violació en grup d'una menor a Mallorca va destapar una xarxa de tràfic de drogues i de prostitució de nenes tutelades pels serveis socials del govern de Balears. La prostitució de les menors sembla haver estat fins a aquest moment un secret a veus a l'illa, sense que els governs balears, els mitjans de comunicació, la policia o els serveis responsables de la protecció dels menors actuessin de manera conseqüent.

## Fets
L'escàndol va sorgir quan es va conèixer que la Nit de Nadal de 2019 almenys mitja dotzena de joves va violar una nena d'origen xinès de 13 anys al barri de Corea, a Palma. El fet va ser denunciat per la menor i confirmat a l'hospital per un forense. Els responsables, inclosa una menor que hauria servit d'enllaç entre la nena i sis els violadors, van ser detinguts poc després. Era la tercera vegada que la nena havia estat violada, les dues vegades anteriors denunciades el 2019.
El 13 de gener, el Diario de Mallorca publicava que un grup de menors tutelades per l'Institut Mallorquí d'Afers Socials (IMAS) —que tutela a 359 menors— es prostituïen pels carrers de Palma i rebien, en alguns casos, com a pagament, drogues. El diari també va revelar que aquest fet era un secret a veus i els mateixos treballadors del centre de menors sabien que els menors residents a vegades feien de proxenetes per a les nenes. Les víctimes descobertes fins a juliol de 2019 tenien totes d'entre 13 i 17 anys, tutelades pel Consell Insular per haver estat víctimes des de maltractaments, agressions, violència sexual, o simplement haver estat abandonats pels seus pares. Es tracta de quinze nenes i un nen, que vivien lliures en pisos proporcionats per l'administració, que tenien llibertat per a sortir. Els serveis socials tenen dificultats per a controlar als menors, ja que no posseeixen mitjans per a això, per la qual cosa nens fugats poden passar setmanes al carrer sense que ningú se n'ocupi.

## Recerca i polèmica política
El 16 de gener de 2020 la fiscalia de Palma va decidir incoar diligències per a investigar us fets. A l'octubre de 2020, el fiscal superior de Balears, Bartomeu Barceló, va informar que es tractava de «casos greus aïllats», «no va haver-hi una xarxa orquestrada per part d'educadors del IMAS encara que sí casos aïllats». La causa va ser arxivada. Els casos coneguts han estat investigats i s'han realitzat diverses detencions.
El Govern Balear, governat pel PSOE, Podemos i Més per Mallorca, es va negar a realitzar una comissió de recerca. Les competències sobre la tutela de menors no correspon al Govern Balear, sinó que corresponen al Consell Insular de Mallorca, governat pels mateixos partits, que va crear una comissió d'experts per a tractar de solucionar el problema, però que també s'ha negat a crear una comissió de recerca. L'escàndol va arribar al parlament nacional, amb el PP i VOX realitzant preguntes durant la sessió de control al Govern del ple del Congrés dels Diputats. També el comitè de Peticions de l'Eurocambra ha enviat missives al govern central sol·licitant informació sobre el problema. La situació ha portat a la dreta a acusar l'esquerra de tractar d'ocultar un problema que es remunta a la dècada dels 1990 i l'esquerra acusa la dreta de tractar de polititzar l'assumpte.
L'Institut Mallorquí d'Assumptes Socials ja tenia problemes des de fa temps. S'ha tractat d'explicar el problema de diverses formes: «negligència, la desídia o la simple incompetència dels responsables polítics de l'IMAS», «falta de mitjans de l'IMAS per a controlar a tots els menors internats en els seus centres» o «ocultació dels fets per part de l'actual Govern balear per a evitar l'escàndol polític», això últim esgrimit sobretot pels partits de l'oposició. Associacions de lluita contra l'abús infantil, com l'Agrupació Ciutadana contra l'Explotació Sexual (Accesi), Infancia y Derecho o Infàncies Robades, són pessimistes quant a la solució i assenyalen problemes estructurals: «Segueixen amb la mateixa opacitat malgrat tot. Ningú sap quant diners gasten, quants nens hi ha en tutela, quant s'hi. L'última memòria és de l'any 2015. Hem sol·licitat al Consell formar part de la comissió com a associació externa, però ni ens han respost. Al final el que faran és tapar-se els uns als altres.»